# Килнік (Горж)
Килнік (рум. Câlnic) — село у повіті Горж в Румунії. Адміністративний центр комуни Килнік.
Село розташоване на відстані 245 км на захід від Бухареста, 17 км на південний захід від Тиргу-Жіу, 91 км на північний захід від Крайови.

## Населення
За даними перепису населення 2002 року у селі проживали 564 особи, усі — румуни. Усі жителі села рідною мовою назвали румунську.